# 보천항
보천항(保川港)은 경상남도 남해군 창선면 서대리, 보천마을 인근에 있는 어항이다. 2002년 8월 6일 어촌정주어항으로 지정하여 관리하고 있다. 시설관리자는 남해군수이다.

## 어항 연혁
- 마을안에 깨끗하고 맑은 샘물이 있는데 7월 백중이면 선녀들이 내려와 목욕을 하고 갔다는 유래에서 보천(保川)이라 불리고 있다.

## 어항 시설
- 선착장 L=130m, B=3.5m

## 주요 어종
- 도다리, 노래미, 바지락, 볼락 등